# Aldus Manutius de Jonge
Aldus Manutius de Jonge (Venetië, 13 februari 1547 - Rome, 28 oktober 1597) was een vooraanstaand Venetiaans drukker. Hij was de zoon van Paulus Manutius en de kleinzoon van Aldus Manutius de Oude, een van de grondleggers van gestandaardiseerde interpunctie. Hij wordt ook aangeduid met zijn Italiaanse naam Aldo Manuzio, Manuzzi of Manucci.

## Biografie

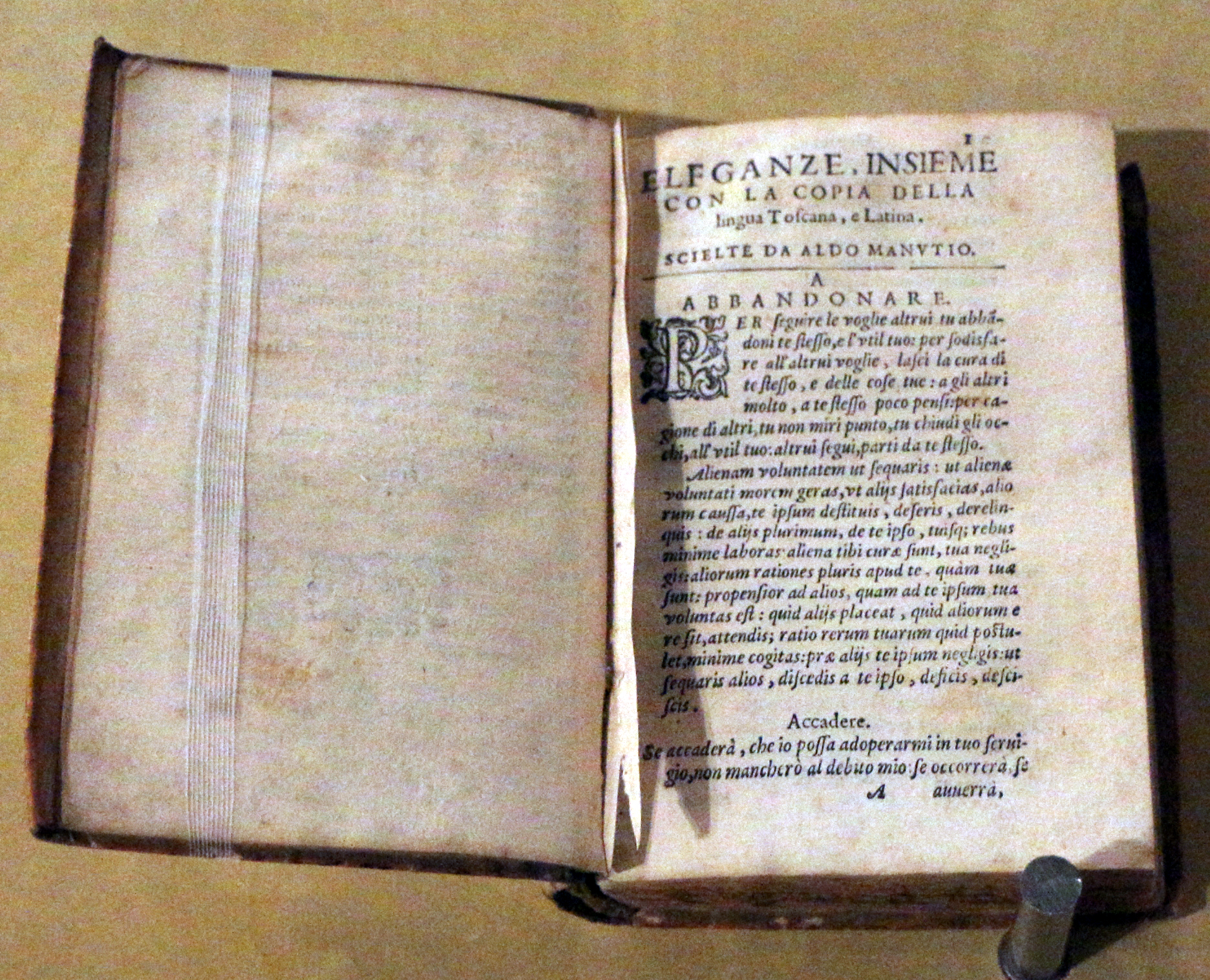
Aldo Manuzio, Eleganze della lingua Toscana e Latina, Venezia, presso G.B. Bonfandino, 1588.

Aldus junior werd geboren als het eerste kind van Paulo Manuzio (1512-1574) en Maria Torresano, die in 1546 waren getrouwd. Aldo bleek een wonderkind. Toen hij negen jaar oud was, verscheen zijn naam op het titelblad van de veelgelezen Eleganze della lingua Toscana e Latina, vermoedelijk geproduceerd als proeve van bekwaamheid onder toeziend oog van zijn vader. In 1561, op veertienjarige leeftijd, publiceerde hij de Orthographiae ratio over de juiste spelling van het Latijn. In 1575 voltooide hij zijn studie naar de meest correcte weergave van het geschreven woord met de publicatie van een Epitome orthographiae. Mogelijk was hij niet de enige auteur van dit standaardwerk, maar hij gaf er zijn naam aan. Deze studie van de orthografie van het Latijn is wellicht zijn grootste bijdrage aan de ontwikkeling van de taal. Het doel van grammatica, leerde hij, is de verduidelijking van de syntaxis, de structuur van een zin.
Toen zijn vader naar Rome vertrok, nam Aldo de dagelijkse leiding van het familiebedrijf over. In 1572 huwde hij met Francesca Lucrezia, dochter van Bartolommeo Giunta en achterkleindochter van de eerste Giunta, een van de eerste drukkers in Venetië. Na het overlijden van zijn vader in Rome twee jaar daarna werd Aldo eigenaar van de drukkerij. Omstreeks 1576, het jaar van publicatie van zijn commentaar op de Ars poetica van Horatius, werd hij benoemd tot professor Literatuur aan de Venetiaanse Kanselarij. De drukkerij bleef boeken uitgeven, maar de kwaliteit nam af. In 1585 vertrok Aldo naar Bologna om enkele maanden de stoel van Retorica te bekleden aan de beroemde Universiteit. In 1587 reisde hij door naar Pisa, waar hij actief was als professor en uitgever. Paus Sixtus V ontbood hem in 1588 naar Rome om les te geven en de drukkerij van het Vaticaan te leiden. Zijn colleges werden echter onvoldoende bezocht, en hij moest terugvallen op zijn oude ambacht van drukker onder de patronage van de nieuwe paus Clemens VIII. Hij overleed in 1597. Geen van zijn eigen kinderen zette de lijn van de vooraanstaande uitgeverij voort.
Aldus Manutius de Jongere was een ijverig en bekwaam student, maar het ontbrak hem aan de originaliteit van zijn voorgangers. Zijn drukkerij voltooide de vereeuwiging van antieke Griekse auteurs die door zijn grootvader was ingezet. Als humanist maakte hij zich sterk voor het scheppen van een nationale taal.